# Elena Poniatowska

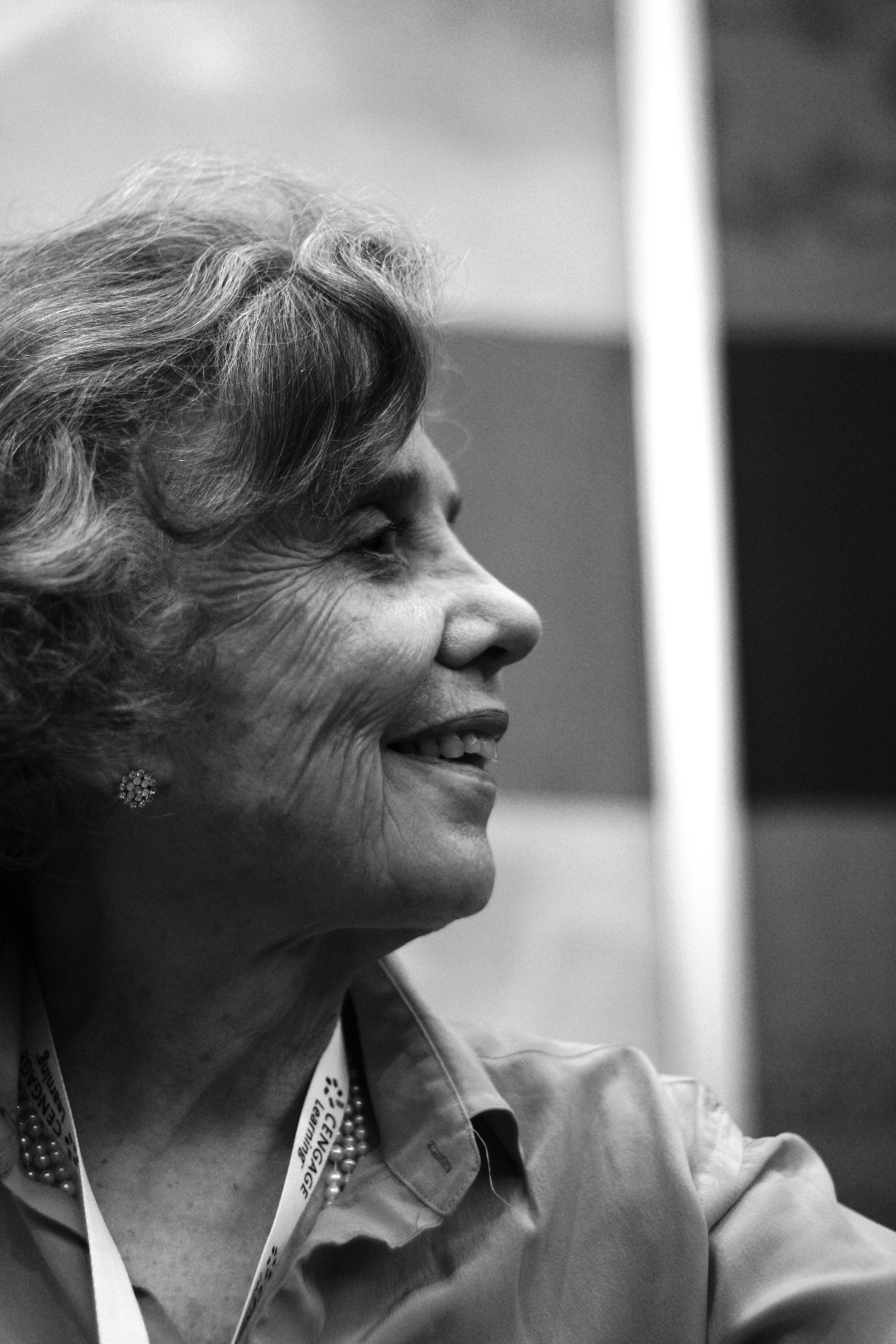
Elena Poniatowska i december 2008.

Elena Poniatowska, född 19 maj 1932 i Paris med fransk-polska föräldrar, är en mexikansk journalist och författare. Hon skriver om samhällsfrågor och anses vara en av Mexikos främsta och mest inflytelserika skribenter. Hennes mest kända verk är La noche de Tlatelolco som skildrar Tlatelolcomassakern i oktober 1968 i samband med Olympiska spelen i Mexico City. 2013 tilldelades hon Cervantespriset.